# Hélène Pourra
Hélène Catherine Bernardine Pourra, née le 13 septembre 1835 à Lyon et morte le 13 novembre 1911 à Genève, est une artiste-peintre française.

## Biographie
Ses parents, amateurs d'art, offrent une éducation artistique à leurs deux filles. Élève de Louis Guy, peintre et aquafortiste, et sous les conseils d'un ami de son père, Michel Philibert Genot, Hélène Pourra débute donc sa carrière très tôt en exposant pour la première fois à l'âge de seize ans, au Salon de Lyon de 1851, où elle expose jusqu'en 1877.
En 1861, elle épouse Gaston Anselmier avec qui elle a deux enfants, et elle délaisse la peinture au profit de la gestion de sa famille.
Elle reprend les pinceaux en 1872, soutenue par la galerie Dusserre de Lyon qui l'expose régulièrement.
Elle pratique principalement la peinture, l'aquarelle, la gravure à l'eau-forte, pour des scènes d'intérieur ainsi que des natures mortes. Elle peint les environs d'Yzeron, Crémieux, la rivière d'Ain, Neuville-sur-Ain, le Bugey, Saint-André dans la vallée du Suran, le Jura vu du Grand-Saconnex, le lac Léman vu de Pregny.

## Œuvres en collection publique
Son œuvre est aujourd'hui exposée au musée Salies de Bagnères-de-Bigorre avec Nature morte et paysage.
Paysage, 1879 et Paysage du Léman, 1896 font partie des collections des Musées d’art et d’histoire de la ville de Genève, depuis 1999.